# Алекс Паділья
Алеха́ндро (А́лекс) Паді́лья Пе́рес (ісп. Alejandro "Álex" Padilla Pérez; нар. 1 вересня 2003, Сарауц) — мексиканський та іспанський футболіст, воротар клубу «Атлетік» (Більбао).

## Клубна кар'єра

### «Атлетік» (Більбао)
Почав займатися футболом у команді «Сарауц», а 2019 року приєднався до академії клубу «Атлетік» (Більбао).
15 вересня 2021 року дебютував у професіональному футболі в складі фарм-клубу «Басконія» в матчі Терсери Федерасьйон проти «Анаїтасуни». Перед початком сезону 2022–23 переведений до резервної команди з Прімери Федерасьйон, в складі якої дебютував 28 серпня в поєдинку проти «Ла-Нусії».
Влітку 2024 року через травми воротарів Унаї Сімона та Хулена Агірресабали переведений до першої команди «Атлетіка». 15 серпня 2024 року дебютував в основному складі «Атлетіка» в матчі Ла-Ліги проти «Хетафе». Таким чином став лише другим мексиканським воротарем, що зіграв у матчі Ла-Ліги після Гільєрмо Очоа, який дебютував 2014 року в складі «Малаги».
3 січня 2025 року продовжив контракт з «Атлетіком» до 2029 року.

#### Оренда в «УНАМ Пумас»
9 січня 2025 року відправився на правах оренди в мексиканський клуб «УНАМ Пумас» до літа 2025 року. Також угода має опцію продовження строку оренди ще на один сезон. 7 лютого 2025 року дебютував за нову команду в матчі Кубка чемпіонів КОНКАКАФ проти канадського «Кавалрі». 23 лютого 2025 року в поєдинку «Класіко Капітоліно» проти «Америки» дебютував у Лізі МХ. 11 липня 2025 року повернувся в «Атлетік» з оренди, за час якої провів 18 матчів.

## Кар'єра в збірній
Виступав за збірну Іспанії до 19 років, за яку дебютував у вересні 2021 року.
14 березня 2024 року отримав виклик в збірну Мексики до 23 років. 23 березня дебютував за збірну Мексики до 23 років у товариському матчі проти збірної Аргентини.
29 серпня 2024 року вперше викликаний до збірної Мексики головним тренером Хав'єром Агірре для участі в товариських матчах проти збірних Нової Зеландії та Канади.

## Особисте життя
Народився в Іспанії в родині іспанця та мексиканки. Коли йому виповнилося 3 місяці родина переїхала в Мексику, де він жив до 7 років.

## Статистика виступів
Станом на 5 травня 2025 
| Клуб              | Сезон             | Чемпіонатк          | Чемпіонатк | Чемпіонатк | Кубок | Кубок | Континентальні | Континентальні | Інші  | Інші | Всього | Всього |
| Клуб              | Сезон             | Дивізіон            | Матчі      | Голи       | Матчі | Голи  | Матчі          | Голи           | Матчі | Голи | Матчі  | Голи   |
| ----------------- | ----------------- | ------------------- | ---------- | ---------- | ----- | ----- | -------------- | -------------- | ----- | ---- | ------ | ------ |
| Басконія          | 2021–22           | Терсера Федерасьйон | 24         | –18        | —     | —     | —              | —              | —     | —    | 24     | –18    |
| Більбао Атлетік   | 2022–23           | Прімера Федерасьйон | 25         | –38        | —     | —     | —              | —              | —     | —    | 25     | –38    |
| Більбао Атлетік   | 2023–24           | Сегунда Федерасьйон | 26         | –11        | —     | —     | —              | —              | —     | —    | 26     | –11    |
| Більбао Атлетік   | Всього            | Всього              | 51         | –49        | —     | —     | —              | —              | —     | —    | 51     | –49    |
| Атлетік (Більбао) | 2024–25           | Ла-Ліга             | 5          | –6         | 0     | 0     | 0              | 0              | 0     | 0    | 5      | –6     |
| → УНАМ Пумас      | 2025 Клаусура     | Ліга МХ             | 12         | –20        | 0     | 0     | 6              | –6             | 0     | 0    | 18     | –26    |
| Всього за кар'єру | Всього за кар'єру | Всього за кар'єру   | 68         | –75        | 0     | 0     | 6              | –6             | 0     | 0    | 74     | –81    |

1. ↑  Матчі в Кубку чемпіонів КОНКАКАФ